# 라이나테
라이나테(Lainate, 롬바르디아어: Lainaa lmo)는 밀라노 북서쪽으로 약 15 킬로미터 (9 mi) 떨어진 롬바르디아주 밀라노 광역시의 코무네이다.
라이나테는 다음 지방 자치 단체와 접해 있다: 카론노페르투셀라, 오리조, 가르바냐테밀라네세, 네르비아노, 아레세, 로, 폴리아노밀라네세.
라이나테에는 비스콘티 보로메오 아레세 리타 빌라가 있으며, 이곳은 메디치가에서 영감을 받은 1500년대 빌라로, 오늘날 님파이움 때문에 많은 관광객을 끌어모으고 있다. 또한 전 세계에 사탕과 껌을 판매하는 제과 회사인 페르페티 반 멜레의 본사가 있다.
또한 많은 사람들이 걷거나 뛰는 빌로레시 운하와 그 숲으로도 유명하다.